# Dembo Bojang
Alh. Dembo Sainey Bojang genannt Dembo „By Force“ Bojang (* 20. Jahrhundert) ist Politiker im westafrikanischen Staat Gambia.

## Leben
| Parlamentswahl  | Stimmen | Stimmanteil |
| --------------- | ------- | ----------- |
| 1978 (Nachwahl) | 2.211   | 58,43 %     |
| 1982            | 1.746   | 53,99 %     |
| 1987            | 2.313   | 59,25 %     |
| 1992            | 2.198   | 53,04 %     |
| 1997            | 5.320   | 58,80 %     |

Bojang schloss sich zunächst der People’s Progressive Party (PPP) an, später der National Convention Party (NCP). Nachdem der gewählte Vertreter des Wahlkreises Bakau, Bakary P. Camara (NCP), 1978 verstorben war, wurden im Juni 1978 für den Wahlkreis Nachwahlen angesetzt. Bojang, der noch im Department of Agriculture arbeitete, konnte diesen Wahlkreis für sich gewinnen und erhielt deswegen seinen Spitznamen „Dembo By Force“. Bei den Parlamentswahlen 1982, 1987 und 1992 konnte Bojang den Wahlkreis verteidigen. Nach dem Putsch von Yahya Jammeh wurde die politische Tätigkeit der NCP untersagt, Bojang wurde nun Mitglied der United Democratic Party (UDP). Bei den Parlamentswahlen 1997 trat Bojang im Wahlkreises Bakau als Kandidat der UDP an, erlangte wieder die Mehrheit und dadurch einen Sitz in der National Assembly. Bei den Parlamentswahlen 2002 boykottierte die UDP die Wahlen und Bojang kandidierte daraufhin nicht mehr in seinem bisherigen Wahlkreis.
Seit mindestens 2010 war Bojang Nationaler Präsident der UDP. Er gehörte zur Parteiführung und der Coalition 2016. Präsident Adama Barrow erwählte Bojang nach dem Gewinn der Präsidentschaftswahl 2016 zum Sonderberater für religiöse und traditionelle Angelegenheiten (englisch Special Advisor on Religious and Traditional Affairs) der Regierung.
Nachdem sich das Verhältnis zwischen Barrow und der UDP durch die Entlassung von Vizepräsident Ousainou Darboe und den UDP-Ministern Amadou Sanneh und Lamin N. Dibba verschlechtert hatte, erklärte Bojang, der weiterhin Barrow unterstützte, im Dezember 2019 seinen Rücktritt als Präsident der UDP. Er wurde im März 2020 zum Nationalen Präsidenten der von Barrow neu gegründeten National People’s Party ernannt. Ende 2021 wurde die Ernennung erneuert und auf Lebenszeit ausgedehnt. Eine Klage der UDP gegen die Ernennung Bojangs als Sonderberater des Präsidenten wurde in letzter Instanz vom Supreme Court Ende 2024 abgewiesen.

## Familie
Sheriff Bojang, ehemals Minister für Information, Kommunikation und Infrastruktur unter der Regierung Jammehs von 2015 bis 2017, ist Bojangs Neffe.